# Tiobujún
Tiobujún är en ort i Mexiko.   Den ligger i kommunen Tumbalá och delstaten Chiapas, i den sydöstra delen av landet, 800 km öster om huvudstaden Mexico City. Tiobujún ligger 786 meter över havet och antalet invånare är 172.
Terrängen runt Tiobujún är kuperad åt nordost, men åt sydväst är den bergig. Runt Tiobujún är det ganska tätbefolkat, med 56 invånare per kvadratkilometer. Närmaste större samhälle är Yajalón, 14,9 km sydväst om Tiobujún. I omgivningarna runt Tiobujún växer i huvudsak städsegrön lövskog.